# 逆轉猴
逆轉猴（英語：Rally Monkey），是美國職棒大聯盟洛杉磯天使隊的非正式吉祥物。

## 歷史
2000年6月6日當天，洛杉磯天使在主場的比賽九局下半仍落後給舊金山巨人（San Francisco Giants）兩分。兩位電子看板操作員Dean Fraulino和Jason Humes從金凱瑞（Jim Carrey）1994年的喜劇電影《王牌威龍》（Ace Ventura: Pet Detective）上剪了一段猴子跳來跳去的短片，並加上了的字樣以振奮士氣。到終場，天使隊逆轉贏了這場跨聯盟的比賽。逆轉猴因此一炮而紅，球隊也決定以猴子作為螢幕宣傳的主角。
這隻白色的卷尾猴名叫，在影集《六人行》（Friends）中扮演Marcel，男主角之一Ross（David Schwimmer飾）的寵物。如今她有了新的任務：在關鍵時刻或是比分落後時替天使隊的球員和球迷們打氣。她會在House of Pain樂團的"Jump Around"音樂中出場，有時手上還會拿著宣示逆轉時刻到來的"Rally Time!"招牌。
逆轉猴最神奇的事蹟發生在2002年的世界大賽（World Series），在關鍵的第6場比賽。7局上半，天使隊仍然落後給對手巨人隊5分，但在接下來的2個半局天使連追6分，最終以1分之差擊敗巨人，並在隔天晚上贏得了隊史首座世界大賽冠軍。逆轉猴成了天使隊的象徵，時至今日，球迷們仍會帶著填充猴娃娃到天使隊球場為他們的球隊喝采。
猴子影片的來源還包括了以下的電影:
- The Brady Bunch Movie (1995年)
- Signs（《靈異象限》，2002）
- Jurassic Park（《侏儸紀公園》，1993年）
- The Ring（《七夜怪談》，2002年）

## 出場時機
逆轉猴只有在以下的情況才會出場：
- 當在7局以後落後給對手3分之內，或是暫時平手，且壘上有跑者時猴兒才會登板。

## 逆轉猴在天使球場以外的應用
在美國股票市場中當某支股票大漲時，常常會有狂熱的股東將逆轉猴動畫的連結貼在網路上以茲慶祝。

## 小數據
由天使隊的市場行銷部門提供：
- 身高：24英吋 (60公分) 加上尾巴
- 體重：15盎司 (0.2公斤)
- 跳躍次數：很多次，跳不停。

## 外部連結

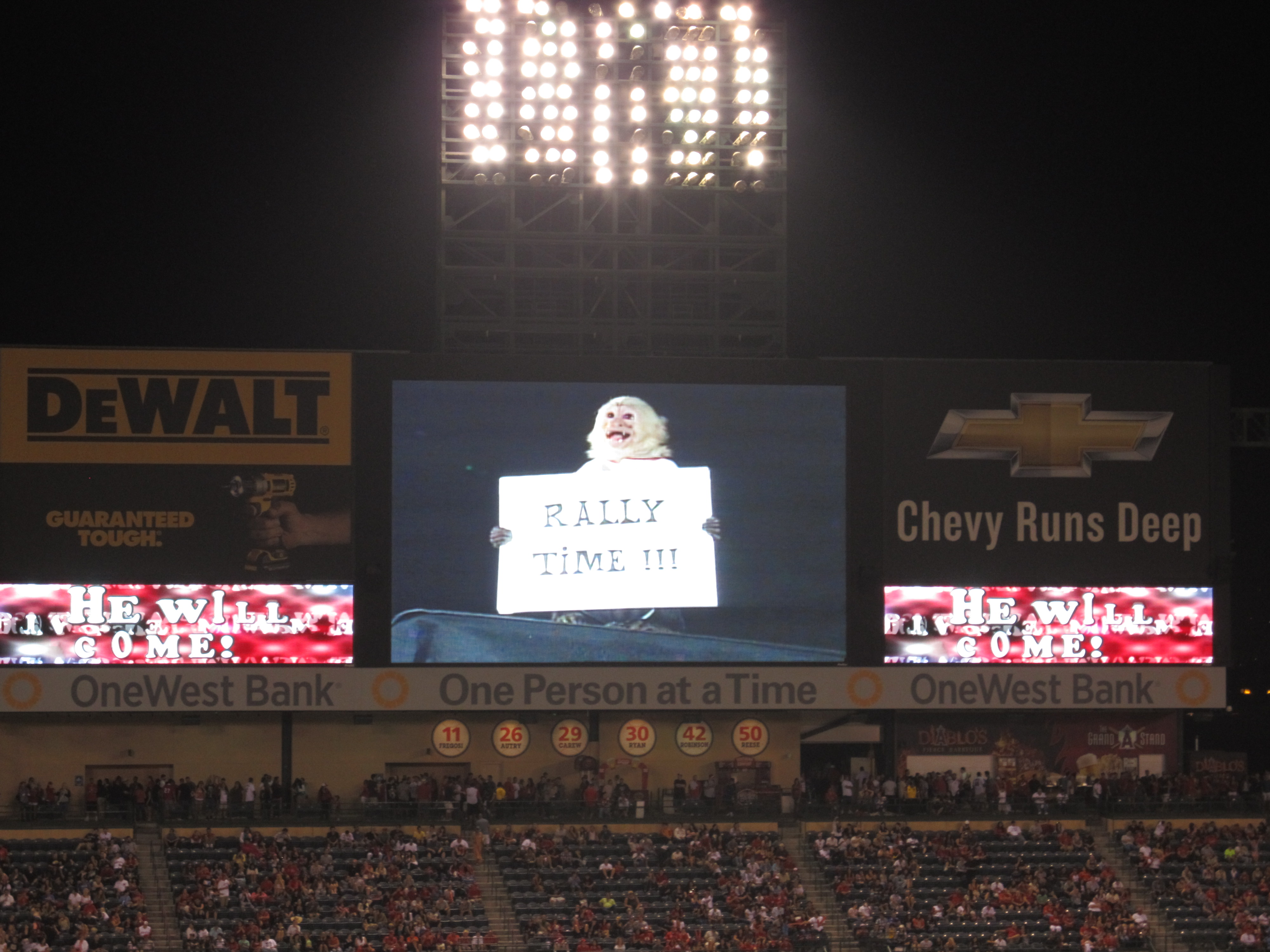
逆轉猴在天使球場的大螢幕現身（2011年）

- Rally Monkey （页面存档备份，存于）逆轉猴官方網站